# Yarrow (Algorithmus)
Der Yarrow-Algorithmus ist ein kryptographisch sicherer Pseudozufallszahlengenerator. Der Name stammt vom englischen Wort Yarrow für die Pflanze Schafgarben, deren getrocknete Strünke zum Beispiel für die I-Ging-Weissagung genutzt werden.
Yarrow wurde von Bruce Schneier, John Kelsey und Niels Ferguson 1999 in den Counterpane Labs entworfen. Der Yarrow-Algorithmus ist explizit unpatentiert und ohne Lizenzgebühren nutzbar.
Genutzt wird er unter anderem in macOS und FreeBSD für /dev/random-Geräte.
In ihrem Buch Practical Cryptography beschreiben Schneier und Ferguson eine weiterentwickelte Version des Algorithmus.